# Выборы губернатора Владимирской области (2022)
Досрочные выборы губернатора состоялись во Владимирской области 11 сентября 2022 года в единый день голосования. По решению избирательной комиссии, принятому 11 июня 2022 года, голосование проводится три дня подряд — 9, 10 и 11 сентября 2022 года с 8 до 20 часов. Губернатор избирается сроком на 5 лет. 
На 1 января 2022 года во Владимирской области было зарегистрировано 1 097 309 избирателей, из которых около 24,77 % (271 797 избирателей) во Владимире.

## Предшествующие события
Предыдущие выборы состоялись в сентябре 2018 года. Во втором туре кандидат от партии ЛДПР Владимир Сипягин одержал победу над действующим губернатором Светланой Орловой. 8 октября 2018 года Владимир Сипягин вступил в должность губернатора. Его пятилетний срок полномочий истекал в октябре 2023 года. Однако в сентябре 2021 года, за два года до окончания срока полномочий, Сипягин ушёл в отставку после избрания депутатом Государственной думы 8 созыва от ЛДПР.
4 октября 2021 года президент России Владимир Путин указом назначил исполняющим обязанности губернатора Владимирской области на период до проведения досрочных выборов Александра Авдеева. До назначения он являлся депутатом Госдумы 8 созыва от партии «Единая Россия», избранным по списку — был вторым в региональной группе «Калужская область, Орловская область» после губернатора Калужской области Владислава Шапши).

## Ключевые даты
- 9 июня законодательное собрание Владимирской области официально назначило выборы на единственно возможную дату — 11 сентября 2022 года (единый день голосования)[6]
  - официальная публикация решения о назначении выборов
  - публикация избиркомом расчёта числа подписей, необходимых для регистрации кандидата (следующие 3 дня)
  - с 12 июня по 12 июля до 18:00 — выдвижение кандидатов (30 дней после дня официального опубликования решения о назначении выборов)
  - сбор подписей в поддержку возможен со дня выдвижения кандидата
  - агитационный период начинается со дня выдвижения кандидата и прекращается за одни сутки до дня голосования
- с 17 по 27 июля до 18:00 — представление документов для регистрации кандидатов. К заявлениям должны прилагаться листы с подписями муниципальных депутатов (за 55-45 дней до дня голосования)
  - регистрация либо отказ в регистрации — в течение 10 дней со дня приёма документов
- с 13 августа по 8 сентября — период агитации в СМИ
- 9, 10, 11 сентября — дни голосования

## Выдвижение и регистрация кандидатов
Во Владимирской области кандидаты выдвигаются только политическими партиями, имеющими право участвовать в выборах. Самовыдвижение не допускается.
Каждый кандидат при регистрации должен представить список из трёх человек, один из которых, в случае избрания кандидата, станет представителем правительства региона в Совете Федерации.

### Муниципальный фильтр
Для регистрации кандидату требуется поддержка его выдвижения муниципальными депутатами и главами поселений в виде подписей, поддержка избирателей не требуется.
По федеральному закону количество подписей муниципальных депутатов, необходимых для регистрации кандидата в губернаторы может варьироваться от 5 % до 10 %. Во Владимирской области кандидаты должны собрать подписи 8 % муниципальных депутатов и глав муниципальных образований. Среди них должны быть подписи депутатов районных и городских советов и (или) глав районов и городских округов в количестве 8 % от их общего числа. При этом подписи нужно получить не менее чем в трёх четвертях районов и городских округов, то есть в 16 из 21.
11 июня 2022 года избирком опубликовал расчёт, по которому каждый кандидат должен собрать от 126 до 132 подписей депутатов всех уровней и глав муниципальных образований всех уровней, из которых от 34 до 36 — депутатов райсоветов и советов городских округов и глав районов и городских округов не менее чем в 16 районах и городских округах.
|                                                              | Количество | Доля | Муниципальные образования                                                      | Территориальные требования                   |
| ------------------------------------------------------------ | ---------- | ---- | ------------------------------------------------------------------------------ | -------------------------------------------- |
| Депутаты и (или) избранные главы муниципальных образований   | 126-132    | 8 %  | 5 городских округов, 16 районов, 26 городских поселений, 80 сельских поселений | —                                            |
| Депутаты и (или) избранные главы районов и городских округов | 34-36      | 8 %  | 5 городских округов, 16 районов                                                | из 16 административных единиц второго уровня |

## Кандидаты
Своих кандидатов выдвинули 5 партий. С 3 по 5 августа избирком зарегистрировал всех кандидатов.
| Кандидат           | Возраст             | Должность (на момент выдвижения) | Субъект выдвижения                | Статус                    | Кандидаты в Совет Федерации |
| ------------------ | ------------------- | --- | --------------------------------- | ------------------------- | --- |
| Александр Авдеев   | 49 лет (12.08.1975) | врио губернатора Владимирской области | «Единая Россия»                   | зарегистрирован 3 августа | В. Н. Киселёв, депутат заксобрания Владимирской области, председатель А. С. Шохин, глава города Владимира Е. В. Фомина, глава города Коврова |
| Сергей Бирюков     | 51 год (28.04.1974) | депутат заксобрания Владимирской области, председатель постоянного комитета по социальной политике и здравоохранению                         | «Справедливая Россия — За Правду» | зарегистрирован 4 августа | А. Н. Маринин, депутат заксобрания Владимирской области Н. В. Пронина, депутат заксобрания Владимирской области Н. М. Амелин член совета владимирского отделения СРЗП                                                                                           |
| Сергей Корнишов    | 39 лет (11.11.1985) | депутат заксобрания Владимирской области, заместитель председателя                                                                           | ЛДПР                              | зарегистрирован 4 августа | |
| Антон Сидорко      | 38 лет (14.07.1987) | депутат заксобрания Владимирской области, заместитель председателя                                                                           | КПРФ                              | зарегистрирован 5 августа | А. А. Русанен, руководитель владимирского отделения НП «ЖКХ-Контроль» Н. Ф. Повод, директор Григорьевской средней школы Гусь-Хрустального района И. М. Яхаев, депутат Гусь-Хрустального горсовета, директор предприятия по производству ветеринарных препаратов |
| Александр Субботин | 51 год (26.05.1974) | исполнительный директор управляющей компании «Спецстройгарант-1», депутат Совета народных депутатов Собинского района на непостоянной основе | «Партия Роста»                    | зарегистрирован 4 августа | |

## Результаты
14 сентября 2022 года избирательная комиссия Владимирской области подвела окончательные результаты досрочных выборов. Губернатором был избран Александр Авдеев, за которого проголосовали 265 125 избирателей (83,68%) при явке избирателей 29,05 %.
| Место                                    | Место                                    | Кандидат                                 | Партия                                       | Голосов   | %       |
| ---------------------------------------- | ---------------------------------------- | ---------------------------------------- | -------------------------------------------- | --------- | ------- |
|                                          | 1.                                       | Александр Авдеев                         | «Единая Россия»                              | 265 125   | 83,68 % |
|                                          | 2.                                       | Антон Сидорко                            | КПРФ                                         | 20 682    | 6,53 %  |
|                                          | 3.                                       | Сергей Корнишов                          | ЛДПР                                         | 10 599    | 3,35 %  |
|                                          | 4.                                       | Сергей Бирюков                           | «Справедливая Россия — Патриоты — За правду» | 7782      | 2,46 %  |
|                                          | 5.                                       | Александр Субботин                       | «Партия Роста»                               | 6356      | 2,01 %  |
|                                          |                                          |                                          |                                              |           |         |
| Действительных бюллетеней                | Действительных бюллетеней                | Действительных бюллетеней                | Действительных бюллетеней                    | 310 544   | 98,02 % |
| Недействительных бюллетеней              | Недействительных бюллетеней              | Недействительных бюллетеней              | Недействительных бюллетеней                  | 6283      | 1,98 %  |
| Всего проголосовавших                    | Всего проголосовавших                    | Всего проголосовавших                    | Всего проголосовавших                        | 316 827   | 100 %   |
|                                          |                                          |                                          |                                              |           |         |
| Число бюллетеней, выданных досрочно      | Число бюллетеней, выданных досрочно      | Число бюллетеней, выданных досрочно      | Число бюллетеней, выданных досрочно          | 0         | 0 %     |
| Число бюллетеней, выданных на участке    | Число бюллетеней, выданных на участке    | Число бюллетеней, выданных на участке    | Число бюллетеней, выданных на участке        | 264 326   | 24,23 % |
| Число бюллетеней, выданных вне помещения | Число бюллетеней, выданных вне помещения | Число бюллетеней, выданных вне помещения | Число бюллетеней, выданных вне помещения     | 52 579    | 4,82 %  |
| Явка избирателей                         | Явка избирателей                         | Явка избирателей                         | Явка избирателей                             | 316 905   | 29,05 % |
| Число избирателей                        | Число избирателей                        | Число избирателей                        | Число избирателей                            | 1 090 824 | 100 %   |

16 сентября 2022 года Александр Авдеев вступил в должность губернатора. Церемония принесения присяги прошла во Владимирской областной филармонии. На следующий день он назначил членом Совета Федерации Андрея Шохина, занимавшего до этого должность главы администрации города Владимира.